# Devourment
Devourment é uma banda de slamming death metal de Dallas, Texas. Formada em 1995, a banda já se separou e retornou 3 vezes e nenhum dos membros originais permaneceram. A formação atual é Mike Majewski (vocais), Ruben Rosas (guitarra), Captain Piss (baixo) e Eric Park (bateria).
Morte de Wayne Knupp
O ex-vocalista e fundador da banda faleceu em 15 de setembro de 2007 por falência de múltiplos órgãos, decorrente de abuso de álcool.

## Integrantes
- Mike Majewski – vocal (2005–presente), baixo (1997–2001)
- Ruben Rosas – guitarra (2005–presente), vocal (1999–2004)
- Chris Andrews – baixo (2005–presente)
- Eric Park – bateria (2005–presente)

Ex-membros
- Wayne Knupp (vocal, 1995-1999, 2001)
- Gabriel Ayala (baixo, 2002)
- D. Braxton Henry (guitarra, 1995)
- Brian "Brain" Wynn (guitarra, 1996-1999)
- Joseph Fontenot (baixo, 2002)
- Jeremy Peterson (bateria, 2002)
- Brad Fincher (bateria, 1995-1999, 2001)
- Kevin Clark 	 (guitarra, 1996-1999)
- Robert Moore 	 (guitarra, 2002)
- Chris Hutto 	 (guitarra ,2002)

## Discografia

### Álbuns de estúdio
- Molesting the Decapitated – United Guttural (1999)
- Butcher the Weak – lançado em (2005); re-gravado e re-lançado pela gravadora Brutal Bands em 2006
- Unleash the Carnivore – Brutal Bands (2009)
- Conceived in Sewage – Relapse Records (2013)[3]
- Obscene Majesty - Relapse Records (2019)

### Demos
- Impaled – Corpse Gristle Records (1997)
- Promo 1997 (1997)
- Promo 1999 (1999)

### Singles
- "Kill That Fucking Bitch" (2002)
- "Fifty Ton War Machine" (2012)
- Cognitive Sedation Butchery - (2019)
- Narcissistic Paraphilia - (2019)
- A Virulent Strain of Retaliation - (2019)

### Compilações
- 1.3.8. – Corpse Gristle Records, Unmatched Brutality, Displeased Records, Night of the Vinyl Dead (2000)